# Bāb-e Shamīl
Bāb-e Shamīl (persiska: باب شميل) är en ort i Iran.   Den ligger i provinsen Kerman, i den sydöstra delen av landet, 900 km sydost om huvudstaden Teheran. Bāb-e Shamīl ligger 2 830 meter över havet och antalet invånare är 205.
Terrängen runt Bāb-e Shamīl är huvudsakligen kuperad, men den allra närmaste omgivningen är platt.Runt Bāb-e Shamīl är det glesbefolkat, med 17 invånare per kvadratkilometer. Bāb-e Shamīl är det största samhället i trakten. Omgivningarna runt Bāb-e Shamīl är i huvudsak ett öppet busklandskap.